# Thomas Blenke
Thomas Blenke (* 17. April 1960 in Ludwigshafen am Rhein) ist ein baden-württembergischer Politiker der CDU. Er ist seit 2001 Abgeordneter des Landtags von Baden-Württemberg und seit 2023 Staatssekretär im baden-württembergischen Ministerium des Inneren, für Digitalisierung und Kommunen.

## Ausbildung und Beruf
Nach der Grundschule in Gechingen und dem Besuch des Hermann-Hesse-Gymnasiums in Calw wechselte er zum Wirtschaftsgymnasium in Calw, wo er sein Abitur machte. Nach einer Banklehre bei der Deutschen Bank in Stuttgart studierte er Rechtswissenschaften an der Eberhard-Karls-Universität in Tübingen. Nach dem Assessorexamen arbeitete er von 1991 bis 1993 beim Regierungspräsidium Tübingen und von 1993 bis 1995 beim Verkehrsministerium Baden-Württemberg. Von 1995 bis 2001 war er Parlamentarischer Berater der CDU-Fraktion im Landtag von Baden-Württemberg.

## Politische Tätigkeit
Thomas Blenke ist seit 1978 Mitglied der CDU. Von 1984 bis 1991 war er Mitglied im Gemeinderat seines Heimatorts Gechingen. Seit 1995 ist er Vorsitzender des CDU-Kreisverbandes Calw. Außerdem ist er Mitglied im Bezirksvorstand der CDU Nordbaden, und stellvertretender Vorsitzender der CDU-Fraktion im Kreistag des Landkreises Calw. Seit 2004 ist er wieder Mitglied des Gemeinderats in Gechingen. Er wurde dort nach den Kommunalwahlen 2004 und 2009 zum stellvertretenden Bürgermeister gewählt.
Seit dem 17. April 2001 ist er für den Landtagswahlkreis Calw Mitglied im Landtag von Baden-Württemberg. Er zog stets über das Direktmandat in den Landtag ein. Seit dem 1. Juli 2023 ist er Staatssekretär im baden-württembergischen Ministerium des Inneren, für Digitalisierung und Kommunen.
Bei der Landtagswahl 2026 tritt er nicht erneut an.
Im Landtag übte er unter anderem folgende Funktionen aus:
| 13. Wahlperiode 2001–2006 | Mitglied im Ständigen Ausschuss Mitglied im Innenausschuss Mitglied im Petitionsausschuss Mitglied im Gremium nach Art. 10 GG Stellvertreter im Ausschuss für Wissenschaft, Forschung und Kunst |
| 14. Wahlperiode 2006–2011 | Mitglied im Innenausschuss Mitglied im Europaausschuss Mitglied im Gremium nach Art. 10 GG Vorsitzender des Arbeitskreises Europapolitik in der Fraktion der CDU Polizeisprecher der Fraktion der CDU |
| 15. Wahlperiode 2011–2016 | Mitglied im Innenausschuss Mitglied im Ausschuss für Europa und Internationales Mitglied im Gremium nach Art. 10 GG Stellvertreter im Ständigen Ausschuss Stellvertreter im Ausschuss für Finanzen und Wirtschaft Stellvertreter im Ausschuss für Kultus, Jugend und Sport Stellvertreter im Ausschuss für Wissenschaft, Forschung und Kunst Stellvertreter im Ausschuss für Arbeit und Sozialordnung, Familie, Frauen und Senioren Stellvertreter im Ausschuss für Ländlichen Raum und Verbraucherschutz |
| 16. Wahlperiode 2016–2021 | Mitglied des Präsidiums Mitglied im Ständigen Ausschuss Mitglied im Ausschuss für Inneres, Digitalisierung und Migration Stellvertreter im Ausschuss für Finanzen Stellvertreter im Ausschuss für Kultus, Jugend und Sport Stellvertreter im Ausschuss für Umwelt, Klima und Energiewirtschaft Stellvertreter im Ausschuss für Wirtschaft, Arbeit und Wohnungsbau Stellvertreter im Ausschuss für Ländlichen Raum und Verbraucherschutz Stellvertreter im Ausschuss für Europa und Internationales Mitglied im Ausschuss nach Artikel 62 der Verfassung (Notparlament) Mitglied im Wahlprüfungsausschuss Stellv. Vorsitzender des Parlamentarisches Kontrollgremiums Mitglied im Untersuchungsausschuss „Rechtsterrorismus/NSU BW II“ |
| 17. Wahlperiode ab 2021   | Mitglied des Präsidiums Mitglied im Ständigen Ausschuss Mitglied im Ausschuss des Inneren, für Digitalisierung und Kommunen Stellvertreter im Ausschuss für Finanzen Stellvertreter im Ausschuss für Kultus, Jugend und Sport Stellvertreter im Ausschuss für Umwelt, Klima und Energiewirtschaft Stellvertreter im Ausschuss für Wirtschaft, Arbeit und Tourismus Stellvertreter im Ausschuss für Soziales, Gesundheit und Integration Stellvertreter im Ausschuss für Europa und Internationales Mitglied im Wahlprüfungsausschuss Stellv. Vorsitzender des Parlamentarisches Kontrollgremiums Mitglied im Ausschuss nach Artikel 62 der Verfassung (Notparlament)                                                                  |

Blenke engagiert sich ehrenamtlich in Vereinen und Organisationen. Unter anderem ist er Mitglied des Kuratoriums des Internationalen Forums Burg Liebenzell.

## Privatleben
Thomas Blenke ist evangelisch und verheiratet.